# Iglesia de San Sadornil (Soria)
La iglesia de San Sadornil o San Saturnino era una de las 35 parroquias con las que contaba la ciudad de Soria. Desapareció en 1599.

## Historia
La iglesia de San Sadornil aparecía en el censo de Alfonso X elaborado en el año 1270. Estaba muy cerca del Espino, en el camino que iba de la puerta de Valobos, más o menos donde hoy se halla el cementerio, o en todo caso frente a él, a uno u otro lado del actual paseo de Valobos.
Existe un documento municipal de 1582, referente a los jesuitas, que cita Casa de Estudio que está baio de San Sadornil. Otra vez se menciona esa misma casa iunto a Nuestra Señora del Poyo, por lo que se desprende que ambas parroquias estarían muy próximas, pero cuando en 1599 se derriba aquella y D. Diego de Miranda compra la piedra para construirse una casa, contrata a carreteros para que la transporten al lugar donde piensa edificar, junto a la iglesia de Nuestra Señora del Poyo, por lo que quizás la proximidad no era tanta.

## Descripción
Era una iglesia de reducidas dimensiones, como casi todas las parroquias que aparecían en el censo de Alfonso X elaborado en 1270, de estilo románico y cercana a la Iglesia de Nuestra Señora del Espino.